# Rhinocypha uenoi
Rhinocypha uenoi – gatunek ważki z rodziny Chlorocyphidae. Występuje endemicznie w Japonii.